# آندریفکا (شهرستان میشکینسکی، باشقیرستان)
آندریفکا (انگلیسی: Andreyevka, Mishkinsky District, Republic of Bashkortostan) یک شهرک در شهرستان میشکینسکی استان باشقیرستان کشور روسیه است.